# Osobni identifikacijski broj
Osobni identifikacijski broj (OIB), hrv. osobnik, stalna je identifikacijska oznaka hrvatskih državljana i pravnih osoba sa sjedištem u Republici Hrvatskoj koja se koristi kao jedinstveni identifikator u različitim službenim evidencijama. OIB se također dodjeljuje stranim fizičkim i pravnim osobama kod kojih je nastao povod za praćenje na području Republike Hrvatske. Osobni identifikacijski broj jedinstven je, nekazujući, nepromjenjiv i neponovljiv.

## Opis
Ministarstvo financija – Porezna uprava po službenoj dužnosti određuje i dodjeljuje osobni identifikacijski broj na temelju podataka o kojima nadležna tijela vode službene očevidnike, odmah nakon preuzimanja upisanih podataka.
Osobni identifikacijski broj uveden je zbog:
- opće informatizacije javne uprave koja ima za cilj povećati učinkovitost državnih institucija i smanjiti administrativna opterećenja za građane,
- automatske razmjene podataka između tijela državne uprave i drugih državnih institucija što će građanima omogućiti brže i lakše ostvarivanje njihovih prava,
- boljeg pregleda nad imovinom građana i pravnih osoba, te prilivom i tijekom novca što je ključan preduvjet za transparentnu ekonomiju i sustavno suzbijanje korupcije,
- usklađivanja hrvatskog zakonodavstva sa zakonodavstvom Europske unije.[1]

Osobni identifikacijski broj sastoji se od jedanaest brojaka, gdje su prvih deset izabrane slučajnim odabirom, a zadnja je brojka izračunata po posebnom izračunu.
Primjena OIB-a u Republici Hrvatskoj započela je 1. siječnja 2009. godine.
Osobni identifikacijski broj je osobni podatak u smislu Zakona o zaštiti osobnih podataka te se na prikupljanje, obradu i korištenje tog podatka imaju primijeniti odredbe Zakona u svrhu osiguranja njegove povjerljivosti i zaštite, a u koje se također ubraja i obveza dostave evidencija o zbirkama osobnih podataka koje sadrže ovaj broj (članak 14., 16. i 17. Zakona).

## Vanjske poveznice
- Osobni identifikacijski broj  Arhivirana inačica izvorne stranice od 23. veljače 2009. (Wayback Machine)
- Zakon o zaštiti osobnih podataka